# Блутјер
Блутјер (фр. Bloutière) насеље је и општина у северној Француској у региону Доња Нормандија, у департману Манш која припада префектури Сен Ло.
По подацима из 2011. године у општини је живело 407 становника, а густина насељености је износила 43,72 становника/km². Општина се простире на површини од 9,31 km². Налази се на средњој надморској висини од 185 метара (максималној 172 m, а минималној 80 m).

## Демографија
| 1962. | 1968. | 1975. | 1982. | 1990. | 1999. | 2011. |
| ----- | ----- | ----- | ----- | ----- | ----- | ----- |
| 354   | 398   | 374   | 418   | 428   | 418   | 407   |

График промене броја становника у току последњих година